# Simanabun
Simanabun is een bestuurslaag in het regentschap Simalungun van de provincie Noord-Sumatra, Indonesië. Simanabun telt 1486 inwoners (volkstelling 2010).